# Arâches-la-Frasse
Arâches-la-Frasse település Franciaországban, Haute-Savoie megyében. Lakosainak száma 1777 fő (2022. január 1.). Arâches-la-Frasse Cluses, Magland, Morillon, La Rivière-Enverse, Saint-Sigismond, Samoëns és Sixt-Fer-à-Cheval községekkel határos.

## Népesség
A település népességének változása:
| Lakosok száma | 1890 | 1928 | 1969 | 1910 | 1880 | 1847 | 1814 | 1797 | 1777 |
|               | 2013 | 2015 | 2016 | 2017 | 2018 | 2019 | 2020 | 2021 | 2022 |